# کارلو چرتی
کارلو جیوانو چِرِتی (به ایتالیایی: Carlo Giovanni Cereti) استاد ایران‌شناس در دانشگاه رم و مشاور فرهنگی سفارت ایتالیا در ایران است. زمینهٔ اصلی پژوهش‌های او زبان فارسی میانه و تاریخ پارتیان و ساسانیان و تاریخ دینی ایران است. وی عضو هیئت امنای بنیاد فردوسی است.

## آثار
کتاب‌های او عبارت‌اند از:
1. An 18th Century Account of Parsi History - The Qesse-ye Zartoštiān-e Hendustān, IUO, Naples 1991
2. The Zand ī Wahman Yasn. A Sasanian Apocalypse, Serie Orientale Roma 75, IsIAO, Rome 1995
3. La Letteratura Pahlavi. Introduzione ai testi con riferimenti alla storia degli studi e alla tradizione manoscritta, Mimesis, Milan 2001
4. (et al.) Glyptic Antiquities from the Museum of Khoy, Western Azerbaijan, Iran
5. Reports and Memoires, N.S. 8, IsIAO, Rome 2009.